# SC Beira-Mar
Sport Clube Beira-Mar – portugalski klub piłkarski z siedzibą w mieście Aveiro, założony w 1922 roku, osiągał jedynie niewielkie sukcesy, jakimi było zdobycie Taça dos Reis w 1965 roku czy Pucharu Portugalii w 1999. Jeden raz wystąpił w Pucharze UEFA. Najbardziej znanym zawodnikiem w historii klubu był Eusébio, który występował tam w sezonie 1976/1977, obecnie najlepiej rozpoznawalnym graczem Beira-Mar jest Brazylijczyk Mário Jardel, były król strzelców portugalskiej Superligi. W sezonie 2005/2006 zespół zajął 1. miejsce w Liga de Honra i awansował do Primeira Liga, z której już po sezonie spadł. Kolejny raz drużynie udała się ta sztuka w sezonie 2009/2010, ale tym razem udało się jej utrzymać w najwyższej klasie rozgrywkowej.

## Sukcesy
- zdobywca Pucharu Portugalii: 1999
- zdobywca Taça dos Reis: 1965
- 4 razy mistrz 2. ligi: 1961, 1965, 1971, 2006

## Europejskie puchary
Legenda do wszystkich tabel:
- Q – runda eliminacyjna, 1/16, 1/8, 1/4, 1/2 – odpowiednia faza rozgrywek, Grupa – runda grupowa, 1r gr – pierwsza runda grupowa, 2r gr – druga runda grupowa, F – finał, R – runda, PO – play-off
- k. – rzuty karne, los. – losowanie, Dogr. – dogrywka, w. – zasada bramek strzelonych na wyjeździe

| Sezon     | Rozgrywki   | Runda | Przeciwnik | Dom | Wyjazd | Ogólnie |
| --------- | ----------- | ----- | ---------- | --- | ------ | ------- |
| 1999/2000 | Puchar UEFA | 1R    | Vitesse    | 1–2 | 0–0    | 1–2     |

## Strony klubowe
- Strona oficjalna
- Portal Beira-Mar